# جین کرتین
جین کرتین (انگلیسی: Jane Curtin؛ زادهٔ ۶ سپتامبر ۱۹۴۷) یک هنرپیشه اهل ایالات متحده آمریکا است. وی از سال ۱۹۶۸ میلادی تاکنون مشغول فعالیت بوده‌است.
از فیلم‌ها یا برنامه‌های تلویزیونی که وی در آن نقش داشته‌است می‌توان به سر مخروطی‌ها، چگونه بر هزینه‌های بالای زندگی غلبه کنیم، جولز و من نمیدونم اشاره کرد.